# Mitrager noordami
Mitrager noordami és una espècie d'aranya araneomorfa de la subfamília Erigoninae, dins de la família Linyphiidae. És l'únic membre del gènere monotípic Mitrager.És un endemisme de Java a Indonèsia.
Fou descrit per primera vegada l'any 1985 per van Helsdingen. L'espècie fou nomenada en honor a Aart Noordam.
Els mascles mesuren de 2.3 a 2,5 mm i les femelles de 2.5 a  2,9 mm